# Хрестоносці (фільм, 2001)
«Хрестоносці» (італ. Crociati) — історична драма режисера Домініка Отеніна-Жерара.

## Сюжет
1079 рік. Вік кривавих битв здригається земля. Троє друзів, П'єтро, Ріккардо і Андреа вирушають у Хрестовий похід, щоб звільнити Єрусалим від влади сарацинів. Здобувши навички в таборі могутнього вікінга Олафа (Слободан Нінкович), вони стають героїчними учасниками найбільшої битви в історії людства.
Проте доля підготувала друзям складне випробування. Хрестоносцям доведеться вибрати між справжньою дружбою, власним покликанням та вірою в Бога. А дійти згоди і повернути довіру один до одного їм допоможе кохання до однієї жінки.

## У ролях
| Актор              | Роль                               |
| ------------------ | ---------------------------------- |
| Алессандро Ґассман | П`єтро                             |
| Йоханнес Брендруп  | Ріккардо                           |
| Туре Ріфенштайн    | Андреа                             |
| Барбора Бобулова   | Рейкель                            |
| Уве Оксенкнехт     | барон Коррадо                      |
| Франко Неро        | Ібн-Азул                           |
| Слободан Нінкович  | Олаф Гуннарссон                    |
| Карін Проя         | Марія                              |
| Армін Мюллер-Шталь | Алессіо                            |
| Томас Хайнце       | принц Роланд                       |
| Антоніо Іуоріо     | Масуд                              |
| Дітер Кірхлехнер   | барон Вільям Флавіо Лоренцо Інсінь |
| Флавіо Інсінь      | Варфоломій                         |